# Wilkaski (Bartoszyce)
Wilkaski (deutsch Walkaschken) war ein Ort in der polnischen Woiwodschaft Ermland-Masuren. Seine Ortsstelle liegt im Bereich der Gmina Bartoszyce (Landgemeinde Bartenstein) im Powiat Bartoszycki (Kreis Bartenstein (Ostpr.)).

## Geographische Lage
Die Ortsstelle Wilkaskis liegt in der nördlichen Woiwodschaft Ermland-Masuren wenige hundert Meter südlich der polnischen Staatsgrenze zur russischen Oblast Kaliningrad (Gebiet Königsberg (Preußen)). Die frühere und heute auf russischem Staatsgebiet gelegene Kreisstadt Preußisch Eylau (russisch Bagrationowsk) ist neun Kilometer in nordwestlicher Richtung, die heute Kreismetropole Bartoszyce (deutsch Bartenstein) elf Kilometer in südöstlicher Richtung entfernt.

## Geschichte
Der Gutsort Wilkaskaymen wurde vor 1400 gegründet und nach 1414 Wilckaschcken, nach 1772 Wilkaschken, nach 1785 Willkaschken, nach 1792 Wallkaschken und vor 1912 schließlich Walkaschken genannt. Als im Jahre 1874 der Amtsbezirk Loschen (heute russisch Lawrowo) im ostpreußischen Kreis Preußisch Eylau errichtet wurde, kam der Gutsbezirk als eines der ersten Dörfer dazu. Im Jahre 1889 war Walkaschken ein Landgut mit 175 Hektar, im Jahre 1910 zählte es 57 Einwohner.
Am 30. September 1928 verlor Walkaschken seine Eigenständigkeit: zusammen mit dem Gutsbezirk Gomtehnen (polnisch Ganitajny) wurde der Ort in die benachbarte Landgemeinde Poschloschen (polnisch Posłusze) eingegliedert.
Als Ostpreußen 1945 in Kriegsfolge geteilt wurde, gehörte Walkaschken zum südlichen Teil und kam deshalb zu Polen. Der kleine Ort erhielt die polnische Namensform „Wilkaski“ und bestand 1970 aus lediglich einem mit fünf Personen bewohnten Gebäude eines Bauernhofs mit 14 Hektar Land und größerer Viehzucht. Doch bereits 1983 war von dem Ort nichts mehr zu sehen, er fiel wohl seiner Grenzlage zum Opfer und verwaiste. Heute gilt er als untergegangen.

## Kirche
Bis 1945 gehörte Walkaschken kirchlich zu Preußisch Eylau: zur dortigen evangelischen Pfarrkirche innerhalb der Kirchenprovinz Ostpreußen der Kirche der Altpreußischen Union und zur römisch-katholischen Kirche der Kreisstadt im damaligen Bistum Ermland. Nach 1945 war Wilkaski katholischerseits zur Pfarrei Bezledy (Beisleiden) im jetzigen Erzbistum Ermland hin orientiert, evangelischerseits zur Kirchengemeinde Bartoszyce innerhalb der St.-Johannes-Pfarrei Kętrzyn (Rastenburg) in der Diözese Masuren der Evangelisch-Augsburgischen Kirche in Polen.

## Verkehr
Die kaum noch wahrnehmbare Ortsstelle von Wilkaski ist über einen Verbindungsweg von Posłusze (Poschloschen) aus zu erreichen.

## Persönlichkeit
- Rudolf Kasimir von Müllenheim (1740–1814), preußischer Generalmajor, Erbherr auf Adlig Woduhnkeim, starb am 28. Januar 1814 auf Walkaschken